# Chối bỏ Holocaust
Chối bỏ vụ diệt chủng Holocaust hay phủ nhận Holocaust là hành động phủ nhận việc người Do Thái và các nhóm khác đã bị diệt chủng trong Chiến tranh thế giới thứ hai (còn gọi là Holocaust).. Việc phủ nhận Holocaust thường bao gồm các tuyên bố sau đây: Giải pháp cuối cùng của Đức Quốc xã chỉ nhằm trục xuất người Do Thái khỏi đế chế, nhưng nó không bao gồm việc tiêu diệt người Do Thái; rằng các nhà chức trách Đức Quốc xã không sử dụng các trại diệt chủng và phòng chứa khí độc để giết người Do Thái hàng loạt; hoặc số người Do Thái thiệt mạng thật sự thấp hơn đáng kể so với con số được chấp nhận trong lịch sử từ 5 đến 6 triệu người, thường khoảng một phần mười con số đó 

Những người phủ nhận Holocaust thường không chấp nhận thuật ngữ chối bỏ (denial) như là một mô tả thích hợp của các hoạt động của họ, và sử dụng thuật ngữ xét lại (revisionism) để thay thế.  Các phương pháp của những người chối bỏ Holocaust thường dựa trên một kết luận đã định trước mà bỏ qua những bằng chứng lịch sử áp đảo ngược lại.
Hầu hết các tuyên bố phủ nhận Holocaust đều ngụ ý rằng, Holocaust là một sự phóng đại hoặc lừa dối phát sinh từ một âm mưu của Do Thái giáo nhằm thúc đẩy lợi ích của người Do Thái trên mồ hôi nước mắt của các dân tộc khác.
 Vì lý do này, sự phủ nhận của Holocaust thường được coi là theo chủ nghĩa bài Do Thái , một lý thuyết âm mưu, và là một điều phạm pháp ở một số nước nhất là tại các nước nói tiếng Đức như Đức, Áo, Liechtenstein, Luxembourg và Thụy Sĩ.